# بيل ديكس (مغني)
بيل ديكس (بالإنجليزية: Bill Dykes)‏ هو مغني أمريكي، ولد في 1946.